# Богема
Боге́ма (фр. bohème — циганщина)  —  люди з інтелігенції, переважно актори, музиканти, художники, що формують світогляд.

## Походження терміна
Циган французькою називають bohémiens — літерально «богемці», жителі Богемії, області на території теперішньої Чехії, де в Середньовіччі жило багато циган; таким чином, неприкаяне життя артистів порівнювалася з життям циган (крім того, чимало ромів самі були акторами, співаками й музикантами).
Термін виник у Франції в першій половині XIX сторіччя і набув великої популярності після появи збірки Анрі Мюрже «Сцени з життя богеми» (1849), а особливо знаменитих опер Пуччіні (1896) і Леонкавалло (1897) з однаковою назвою «Богема». Фундаментальна історико-соціологічна праця про французьку літературну богему (1964) належить Сесар Граньє.